# Henryk Skarżyński
Henryk Skarżyński (n. 3 de enero de  1954 en Rosochate Kościelne) es un médico polaco, otorrinolaringólogo, audiólogo y foniatra, creador y director del Instituto de Fisiología y Patología del Oído en Varsovia y del Centro Mundial de Audición en Kajetany. Desde 2011 es Consultor Nacional en materia de otorrinolaringología.

## Biografía
Realizó la primera operación, en Polonia y Europa central, de implante coclear en  1992, devolviendo la capacidad de oír a un sordo. Realizó la primera operación en el mundo de implantación coclear pionera a una persona adulta con hipoacusia (Partial Deafness Treatment - PDT) usando un método inventado por él - PDCI - implantación coclear en hipoacusia (partial deafness cochlear implantation) en 12 de julio de 2002, y después a un niño en 2004, dando a estos pacientes una posibilidad de mejoramiento de calidad de su vida.
Es autor y coautor de más de 1000 artículos científicos (incluyendo cerca de 100 de la lista de Filadelfia y cerca de 150 indexados por Medline) y cerca de 2000 presentaciones científicas; ha dirigido más de 20 tesis doctorales y tesinas. Es miembro de sociedades científicas de alcance mundial en el campo de la medicina referente a la otorrinolaringología, audiología, foniatría y rehabilitación.

## Carrera científica
- 1979 – licenciado en medicina, en la Facultad Médica de la Academia Médica en Varsovia
- 1983 – doctor de ciencias médicas
- 1986 – especialización del II grado en otorrinolaringología
- 1989 – doctor habilitado (doctor superior, el grado científico más alto)
- 1993 - profesor asociado de la Academia Médica en Varsovia
- 1995 - profesor de ciencias médicas
- 2011 - doctor honoris causa de la Academia de Educación de nombre de María Grzegorzewska en Varsovia
- 2012 - dr honoris causa de la Universidad de Varsovia
- 2012 - profesor asociado del State Medical and Pharmaceutical University Nicolae Testemitanu, Moldavia

## Logros

### Los mayores logros científicos, clínicos y de implementación
- 1992 - Implementación de programa de tratamiento de sordera en Polonia usando implantaciones cocleares.[2]
- 1993 - desarrollo, en idioma polaco, del programa de rehabilitación de oído después de la implantación del implante coclear,
- 1994 - organización y realización del Programa de Protección de Personas con pérdida de audición en Polonia,
- 1994 - organización del programa para dotar con audífonos de manera temprana a niños pequeños (a partir del segundo año de vida) con defectos de audición,
- 1995 - introducción a la medicina nacional de nuevos materiales- ionómeros de vidrio en la cirugía reconstructiva del oído,
- 1995–1998 - puesta en marcha en Polonia de ensayos de cribado generales de la audición en los recién nacidos y en los bebés- elaboración de procedimientos de actuación para el Ministerio de Salud,
- 1997 - elaboración de „escala de Skarżyński” para la evaluación de anomalías congénitas del oído exterior
- 1997 - implantación en Polonia del nuevo programa de tratamiento de anomalías congénitas del oído y de nueva clasificación de efectos- clasificación de Skarżyński,
- 1998 - implantación en Polonia del programa de tratamiento de sordera total y de lesiones provocadas por el cáncer a través de los implantes insertados al tronco cerebral,
- 1998 - Implementación de programa de tratamiento de sordera y lesiones de cáncer en Polonia usando implantaciones cerebrales,
- 1998 – implantación en Polonia del programa de temprana detección de lesiones de la audición en los recién nacidos y en los bebés,
- 1999 – el programa globalmente original de pruebas universales de oído, habla y visión en Internet,
- 1999–2003 – elaboración de programas, originales a escala mmundial, en materia de tele medicina  „Słyszę...”, „Mówię...”, „Widzę...”, (”Oigo”, ”Hablo”, ”Veo”) „Tinnitus” y de herramientas y equipos para el diagnóstico y tratamiento de trastornos de la audición, de voz y del habla,
- 2000 – coautor del programa, original a escala mundial, de ensayos generales de la audición, del habla y de la visión a través de internet y de primeros a gran escala estudios epidemiológicos
- 2000 – coautor de primeros en el mundo ensayos de la audición, de la vista y del habla realizados a través de internet,
- 2000 – presentación de resultados de observación de 3 años de mantenimiento de la audición residual en niños y personas adultas (Amberes- ESPCI, Berlín- EUFOS),
- 2001 – inicio de nuevas formas de tele-medicina: tele-consultas,
- 2001 – desarrollo de nuevas y originales formas de cirugía de reconstrucción del oído medio con aplicación de materiales aloplásticos (ionómeros de vidrio),
- 2002 – desarrollo de nuevas herramientas diagnósticas- Audiómetro Kuba-mikro,
- 2002 – desarrollo e implantación del programa de tratamiento de sordera parcial en personas adultas (PDT – Partial Deafness Treatment) según el método de 6 pasos de Skarżyński con utilización de la vía a través de la ventana redonda,
- 2002 – 12 de julio, primera en el mundo cirugía de implantación coclear en un paciente adulto con la sordera parcial.[2]
- 2003 – Primera en Polonia cirugía de implantación coclear del oído medio. Docenas de nuevos procedimientos clínicos.
- 2004 - desarrollo del nuevo programa tele-médico: Clínica Casera de Rehabilitación,
- 2004 - desarrollo e implantación, primera vez en el mundo, del método de tratamiento de sordera parcial en niños como complemento eléctrico del oído normal,
- 2004 - 27 de septiembre – primera en el mundo operación de un niño con sordera parcial (PDT–EC),[3]
- 2005 - coautor de la primera combinación del implante y del audífono en un solo oído (Duet),
- 2005 - elaboración de un nuevo dispositivo para pruebas generales de cribado del oído- Audiómetro S,
- 2005–2006 - desarrollo e implantación del programa de tratamiento de la sordera parcial mediante el implante coclear- PDCI en niños y personas adultas,
- 2005–2006 - desarrollo del método de enmascar los tinnitus ultrasónicos en el oído,
- 2005–2006 -  desarrollo de un audiómetro de screening en miniatura con nombre „Kuba-AS”,
- 2005–2006 - desarrollo del audífono sin contacto para los bebés,
- 2006 - desarrollo e implantación de un nuevo método con aplicación de la estimulación directa de la ventana redonda a través del implante del oído medio de tipo Vibrant,
- 2008 - primera en el mundo operación de insertar el implante del oído en ambos lados del tronco cerebral,
- 2008 - desarrollo de un nuevo método, a escala global, de tratamiento de defectos del oído a través de la estimulación directa de la membrana de la ventana redonda mediante los implantes del oído medio,
- 2008 - elaboración del primer en el mundo sistema de supervisión permanente a distancia del funcionamiento y de posibilidad de sintonizar el implante coclear en pacientes a través de internet- telefitting,
- 2009 - implantación, por primera vez en el mundo, del nuevo electrodo (Cochlear – SFA/CI–422 proyectado por Skarżyński,
- 2009 - coautor de la elaboración del primer en el mundo dispositivo „”Plataforma de Exámenes Sensoriales” para evaluación de deterioros de la audición, del habla y de la vista en los ensayos de cribado,
- 2009 - desarrollo del sistema SPS–S para estimular la percepción sensorial (método de Skarżyński),
- 2009 - presentación del nuevo electrodo SRA y primera demostración de su inserción durante el Congreso Europeo; primera en Polonia aplicación del sistema del aparato e implante de tipo Hybryd,
- 2009 - presentación del nuevo concepto de tratamiento de sordera parcial (Partial Deafness Treatment),
- 2010 - presentación de la primera a nivel global escala de PDT según Skarżyński,
- 2010 - desarrollo e implantación de la nueva clasificación de deterioros de la audición y de tratamiento de problemas auditivos de varios tipos con la aplicación de la estimulación eléctrica y acústica,
- 2010 - organización y puesta en marcha de la primera a escala global Red Nacional de Teleaudiología,
- 2011 - desarrollo del programa de ensayos generales para la temprana detección de defectos del oído y del habla en niños de edad escolar,
- 2011 - desarrollo e implantación de métodos de visualización funcional y métodos electrofisiológicos en exámenes de la audición en pacientes con sordera parcial,
- 2011 - actividad de promover y conseguir que se apruebe el Consenso Científico Europeo titulado “Ensayos de cribado de la audición, de la visión y del habla en niños de la edad preescolar y escolar” y el Consenso Científico Europeo titulado “Ensayos de cribado de la audición en niños de la edad preescolar y escolar”,
- 2011 - coordinación de actividades en materia de ”Igualdad de oportunidades para los niños con trastornos de la comunicación en los países europeos”- cuestiones incorporadas a las prioridades de la presidencia polaca del Consejo de la CE en el ámbito de la salud pública, en consecuencia de lo que el 2 de diciembre de 2011 se aprobaron en Bruselas las Conclusiones del Consejo de la CE sobre “La detección temprana y el tratamiento de trastornos de comunicación en los niños, teniendo en cuenta el uso de herramientas de e-salud y de soluciones innovadoras”,
- 2011–2012 - publicación y presentación en los congresos celebrados en varios continentes- en Europa, Asia, América del Norte y del Sur, Australia y Nuvea Zelanda- del método más moderno y complejo de tratamiento de la sordera parcial y de primera en el mundo clasificación de PDT,
- 2012 - implantación del sistema más moderno del implante del oído medio CODACS,
- 2012 - primera en Polonia operación de insertar el implante auditivo pionero de tipo BONEBRIDGE, inicio del programa de tratamiento de defectos congénitos del oído externo,
- 2012 - primera valoración de la vía auditiva en la sordera parcial con aplicación del método fMRI,
- 2012 - desarrollo de una nueva clasificación de la sordera parcial según Skarżyński.

En los años 1996–2012 autor y coautor de más de 100 diversos nuevos procedimientos clínicos.

### Principales logros de carácter organizativo
- 1993 – elaboración del programa de actuación y creación del Centro de Diagnóstico-Tratamiento-Rehabilitación para Personas Sordas y con problemas auditivos "Cochlear Center"
- 1996 – Creador y director del Instituto de Fisiología i Patología del Oído en Varsovia[4]
- 2000–2012 - organización de una serie de nuevos programas, a escala regional y nacional, para una temprana detección de trastornos auditivos en niños de edad escolar
- 2003 – Creador y fundador del Centro Internacional de Oído y Habla en Kajetany.[5]
- a partir del 2005 - organizador de una serie de talleres internacionales con operaciones de demostración Window Aporoach Workshop
- 2009 - presidente de la IX Conferencia Europea ESPCI[6]
- 2009 - presidente del X Congreso Europeo EFAS[7]
- 2012 – construcción y organización del Centro Mundial de Audición en Kajetany, cerca de Varsovia.[8]

Con respecto a las innovaciones, profesor Skarżyński ha obtenido varias docenas de medallas de oro y de plata y varias docenas de distinciones especiales en las ferias internacionales de innovación en Bruselas, París, Ginebra, Washington, Núremberg, Seúl, Kuala Lumpur, Taiwán, Sebastopol, Moscú y Casablanca.
Es autor y coautor de 14 patentes de los dispositivos y métodos relacionados con la tecnología médica. La mayor parte de invenciones ha obtenido premios internacionales significativos.  Los sistemas y equipos para las pruebas de cribado de la audición, de la vista y del habla y el dispositivo para la corrección de defectos del habla, de los que es coautor, han obtenido una serie de medallas de oro y de distinciones en las ferias internacionales de innovaciones en Bruselas, Ginebra, París, Núremberg, Washington y otros lugares en el mundo. También es coautor de varias docenas de dispositivos, procedimientos y métodos utilizados en la práctica clínica, varios de los cuales se preparan como patentes.

## Premios, distinciones y honores
- 1983 - 2000   Premio del Rector de la Academia Médica en Varsovia a Profesor Henryk Skarzynski (cuatro veces)
- 1983 -  Premio Científico del Consejo de la Sociedad Polaca de ORL Cirujanos de Cuello y Cabeza nombrado por Prof. Jan Miodoński
- 1985 -  Premio de Concurso Científico Nacional polaco nombrado por Tytus Chałubiński
- 1993
  - Premio de Club Comercial Polaco a Profesor Henryk Skarzynski por "Acontecimiento Médico en 1992"
  - El título "El ciudadano de Varsovia del Año 1992" ("Warszawiak Roku 1992") para el acontecimiento del año concedido a Profesor Henryk Skarzynski por los lectores del Expreso de la Tarde y espectadores del Centro de Televisión de Varsovia
- 1994 - Premio "Honorario As de Plata" ("Honorowy Srebrny As") concedido por Polish Promotion Corporation
- 2000 – El premio por Comité de la Investigación Científica y el diario de investigación "Proton" para los logros científicos excepcionales - "El programa de implantación coclear al tronco cerebral en Polonia"
- 2000 - Polonia Restituta Knight Cross
- 2002 - “Eskulap 2001″ premio en la categoría “Médico especialista” en Voivodato d Mazovia concedido por la Red de Información de Salud de Escala Nacional Polaca y Fondo de Enfermedad de Mazovia
- 2003
  - Premio del Rector de Universidad de Ciencia y Tecnología AGH "Rastro Sólido" ("Trwały Ślad") al Profesor Henryk Skarzynski - Director del Instituto de Fisiología y Patología de Oído para los logros especiales en asistencia médica
  - Premio de la Ciudad de Varsovia al Profesor Henryk Skarzynski en reconocimiento a sus méritos para la Capital de la República de Polonia concedido por el Consejo de la Ciudad de Varsovia
  - La medalla y el título de Innovación para presentación en la Feria Internacional de Economía y Ciencia INTARG 2003 solución innovadora llamada “Dispositivo para screening Kuba – Mikro” concedidos por el Jurado
- 2004
  - La Medalle "Gloria Medicinae" al Profesor Henryk Skarzynski concedido por el presidente de la Asociación Médica polaca
  - Diploma "Polonia más Hermosa" ("Piękniejsza Polska") por el Movimiento "Polonia más Hermosa" en el patrocinio del Presidente polaco Aleksander Kwaśniewski
  - Diploma "Éxito del Año 2004" - el líder de Medicina en la Protección de Salud Pública concedido por el editor Termedia
- 2005
  - Cruz de Oficial "Merite de I'Invention" del Reino de Bélgica
  - Premio de Confianza "Otis de Oro 2004"
- 2007
  - Premio Especial "El hombre del año 2007 en Asistencia médica "
  - El título " El hombre de Éxito 2006"
- 2008
  - La mención del Ministerio de Educación y Ciencia de Rumania concedido durante Brussels Expo - INNOVA 2008
  - Cruz de Oficial "Labor Improdus Omnia Vincit" para logros científicos, concedido en Expo Brussels - INNOVA 2008
  - Premio a Equipo grado I al Profesor Henryk Skarzynski
- 2009
  - Premio "Escalpelo de Oro 2008"
  - Premio "Bene Meritum"
- 2010
  - Profesor Henryk Skarzynski Ciudadano Honorario de Varsovia
  - “Oscar del Negocio Polaco XX”
  - Diploma en XLIV Congreso de la Sociedad Polaca de Otorrinolaringologicos - Cirujanos de Cabeza y Cuello
  - Mención "Escalpelo de Oro 2010"
  - Ucraniana Orden del Mérito (para los logros excepcionales en desarrollo de relaciones polacas-ucranianas)
- 2011
  - Medalla al mérito de la Universidad de la Música Frédéric Chopin (FCUM)
  - quinto en la Lista del Ciento Más Influyentes Personas en asistencia médica en 2010
  - Medalla de Honor concedido por Mikheil Saakashvili (Georgia)
  - Medalla nomrado por Dr. Titus Chałubiński
  - Premio Ecce Homo[9][10]

## Lectura complementaria
- Henryk Skarżyński: "New metod of partial deafness treatment" /en:/ Medical Science Monitor, 2003
- Henryk Skarżyński: "Zachowanie słuchu dla niskich częstotliowści u pacjentów z częściową głuchotą po wszczepieniu implantu ślimakowego" ( Preservation of low frequency hearing in partial daefness cochlear implantation (PDCI) using the round window surgical approach) /en:/ Acta Otolaryngolica 2004
- Skarzyński Henryk; Lorens Artur; Piotrowska Anna; Anderson Ilona. Partial deafness cochlear implantation in children. International journal of pediatric otorhinolaryngology 71(9):1407-13 (2007)
- Skarzynski H, Lorens A. Cochlear Implants and Hearing Preservation. Electric Acoustic Stimulation in Children W: Van de Heyning P, Kleine Punte A (eds): Cochlear Implants and Hearing Preservation. Adv Otorhinolaryngol. Basel, Karger, 2010, vol 67, pp 135–143 doi 10.1159/000262605